# Tony Alexander
Tony Alexander (Reading, 8 de marzo de 1935 - ibídem, 9 de octubre de 2013) fue un futbolista profesional inglés que jugaba en la posición de delantero.

## Biografía
Tony Alexander debutó como futbolista profesional en 1951 con el Reading FC, club en el que permaneció hasta 1956. Tras dejar el club fichó por el Yeovil Town FC. También jugó para el Crystal Palace FC y para el Bedford Town FC, club en el que se retiró como futbolista.
Tony Alexander falleció en Reading el 9 de octubre de 2013 a los 78 años de edad.

## Clubes
| Club              | País       | Año         |
| ----------------- | ---------- | ----------- |
| Reading FC        | Inglaterra | 1951 - 1956 |
| Yeovil Town FC    | Inglaterra | 1956 - 1957 |
| Crystal Palace FC | Inglaterra | 1957 - 1958 |
| Bedford Town FC   | Inglaterra | 1958 - 1960 |